# 아이러브 서티
《아이 러브 서티》(A・Iが止まらない! 아이가토마라나이![*])는 아카마츠 켄의 처녀작에 해당하는 만화로, 일본에선 줄여서 《AI止ま》(아이토마)라고 불리는 경우가 많다. 《주간 소년 매거진》(고단샤) 1994년 18호에서부터 연재를 시작하여 40호까지 잡지에 연재를 하였다, 이후 주간판 종료 직후 《매거진 SPECIAL》(고단샤)로 이적하여 No.11부터 연재를 시작하여, 1997년 No.9을 끝으로 연재가 완결되었다. 한국에서는 《학산문화사》에서 수입하여 정식발매를 하였다.

## 줄거리
공부, 운동에 소질없고 평범한 외모를 가진 남학생인, "고베 히토시". 하지만 그에게도 딱 한 가지 뛰어난 점이 있었는데 그것은 바로 "컴퓨터 프로그래밍"!. 미국에 있는 컴퓨터 회사에서 근무하시는 부모님 덕분에 집에 있는 슈퍼 컴퓨터를 마음대로 사용할 수 있었고, 히토시는 그 컴퓨터를 이용해, A.I(인공지능) 프로그램을 만들어 내곤 하였다. 그리고 그는 자신의 이상형을 모델로 한 A.I(인공지능) 프로그램 「No.30(서티)」을 만들어 내고, 프로그램 속의 그녀와 대화를 나누며 하루하루를 보내곤 하였다. 그러던 어느날, 비가 오던 날에 하늘에서 친 번개의 고압전류가 컴퓨터로 흘러 들어가고, 그 사고로 기계 안에 있던 서티가 사람의 형상으로 실체화되어 히토시의 앞에 나타나게 되고, 그리하여 인간인 "히토시"와 A.I 프로그램인 "서티"의 동거가 시작되는데....

## 등장인물
고베 히토시(神戸ひとし)
본 편의 주인공으로, 운동도 공부도 잘 하는 게 없고 외모도 평범한 고등학생. 하지만 컴퓨터 프로그래밍 실력만큼 뛰어난 편이고, 미국에 가신 부모님이 남겨주신 슈퍼컴퓨터를 이용해 A.I 프로그램들을 만들어 내곤 하였다.
서티(サーティ/No.30)
본 편의 히로인으로, 히토시가 만든 30번째 A.I 프로그램. 히토시의 이상형을 모델로 제작되었다.
투웨니(トゥエニー/No.20)
히토시가 만들어 낸 20번째 A.I 프로그램. 자신의 짝사랑 상대인 "아소 키미카"를 모델로 제작되었다.
포티(フォーティ/No.40)
히토시가 만들어 낸 40번째 A.I 프로그램. 우연히 친 번개로 인한 사고로 통해 실체화된 서티와 투웨니랑 달리, 포티는 히토시가 실체화를 전제로 제작되었다.
아소 키미카(麻生希美華)
히토시가 짝사랑하던, 같은 학교 여학생.
신다아 맥도걸(Cynthia McDougal/シンシア・マクドゥガル)
히토시가 컴퓨터 가게에서 만난 혼혈인 소녀. 미국의 IBN사의 따님이자, 헐리우드에서 유명한 여배우.
고베 야요이(神戸弥生)
히토시의 2살 어린 여동생. 오빠처럼 컴퓨터 프로그래밍 쪽에 뛰어난 실력을 가지고 있다.
고베 키쿠코(神戸紀久子)
히토시의 사촌여동생.
미야하라 타카코(宮原 たかこ)
히토시가 다니는 학교의 신문부 부원. 우연히 서티가 능력을 쓰는 걸 목격하고, 히토시와 그녀들의 비밀을 파헤치려고 한다.
빌리 G(BILLY.G)
히토시의 비슷한 연배의 해커(크래커)이자, 컴퓨터바이러스 "페더4"를 만든 장본인. 자신의 재미를 위해 어느 다단계 회사에서 일하던 중, 자신이 만든 트랩을 히토시 일행이 가볍게 돌파해내고, 그런 서티와 투웨니가 프로그램이 실체화된 것에 관심과 흥미를 갖게 된다. 이후 서티를 납치해, 그녀의 프로그램 분석을 하여 자신도 프로그램을 실체화시키는 노하우를 얻는다
마군(まーくん)
야요이가 만든, A.I프로그램.
페더4
빌리 G가 만든 컴퓨터 바이러스. 가상 세계 상의 모습은 피에로의 모습을 하였다. 초반에 서티를 감염시켜 그녀의 데이터를 삭제하려 했으나, 히토시의 기질로 사라지게 되었다. 이후 빌리 G에 의한 버전업된 다른 페더4가 다시 한 번 서티 일행을 공격한다.